# Raut (Gemeinde St. Veit in Defereggen)
Raut oder Rauth ist ein Dorf der Fraktion Bruggen in der Gemeinde St. Veit in Defereggen im Defereggental (Osttirol).

## Geographie
Raut liegt in 1316 bis 1342 Metern Höhe am Talboden des Defereggentals südlich der Schwarzach. In der Nachbarschaft des Ortsteils liegen am gegenüberliegenden Ufer der Schwarzach im Norden bzw. Nordosten die Einzelsiedlung Bruggerboden und das Dorf Bruggen, westlich befindet sich die Ortschaft Feistritz der Gemeinde St. Jakob in Defereggen.
Abersboden besteht aus 14 Adressen (Stand Jänner 2023), darunter zehn Hofstellen. Im Süden der Ortschaft befinden sich die Hofstellen Lippen (Bruggen 1), das geteilte Wohnhaus der Hofstelle Mariandlis (Bruggen 2 und 3), die Hofstelle Rapf (Bruggen 4) sowie zwei später errichtete Wohnhäuser (Bruggen 47 und 101). Die übrigen Gebäude liegen verstreut um das Defereggental Hotel & Resort (Bruggen 84) mit seinem Goldplatz, der bis in die Nachbargemeinde reicht. Die verstreuten Hofstellen tragen die Namen Grüne Au (Bruggen 5), Stoffler (Bruggen 7 bzw. 60), Kassl (Bruggen 8) und Unterraut (Bruggen 9 bzw. 48). Landwirtschaftlich betrieben werden in Raut jedoch nur mehr die Hofstellen Lippen und Stoffler.

## Geschichte
Im Gebiet von Raut bestand kein sogenannter Urhof Schwaighof. Hingegen befanden sich am gegenüberliegenden Ufer die Schwaigen Oberbruggen (westlich) und Unterbruggen (östlich), die beide der Grundherrschaft Amt Windisch Matrei unterstanden. Von Bruggen aus wurde an der Schattenseite durch Neurodung der Ort Raut angelegt, wobei die sogenannten Rauten (Rodungen) ab 1400 angelegt wurden.
Folgt man dem Franziszeischen Kataster, so bestand Raut zu dieser Zeit bereits aus dem südlichen, kompakten Ortsteil mit sechs Gebäuden und vier weiteren Höfen, die sich entlang der der Straße von Bruggen zum südlichen Ortsteil verteilten. Abgesehen von der Errichtung der Hotels hat sich seitdem die Struktur des Dorfes nur wenig verändert.
Im Jahr 1890 wird Rauth als Weiler mit neun Gebäuden und 37 Einwohnern von der Statistik Austria im Ortsverzeichnis ausgewiesen. 1923 zählte Raut 22 Einwohner und fünf Gebäude, im Jahr 1951 waren es 27 Menschen und sieben Gebäude in Raut. 1961 lebten im Weiler Rauth 38 Menschen in neun Häusern, 1971 lebten in Raut 22 Menschen in neun Häusern, 1981 lebten im nun als Dorf klassifizierten Raut 30 Menschen, wobei 11 Gebäude bestanden, von denen jedoch nur fünf bewohnt waren. 1991 wird Raut zusammen mit Bruggen als Rotte ausgewiesen, wobei damals in den beiden Orten 70 Menschen lebten und 28 Gebäude bestanden.

## Bauwerke und sakrale Kunst

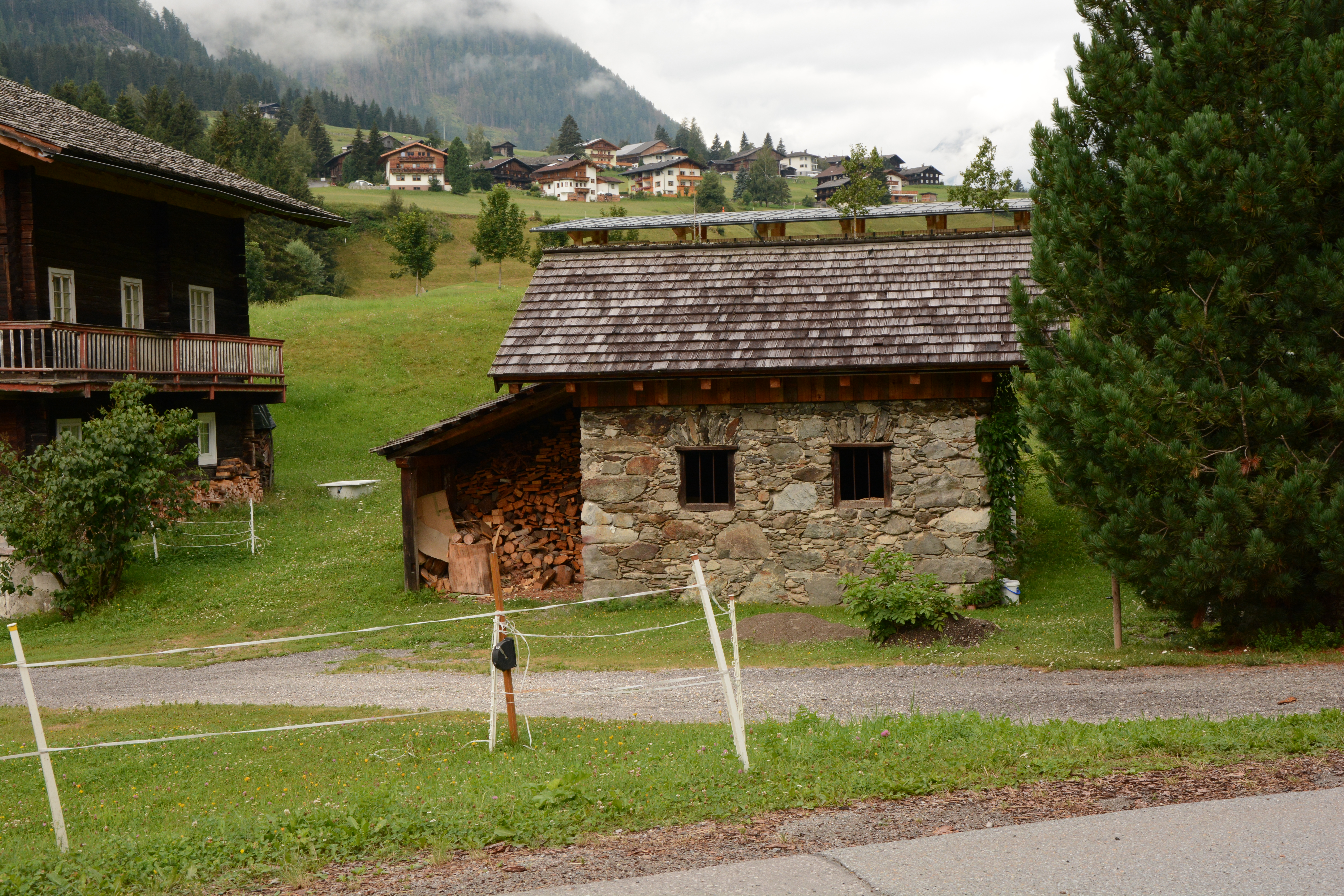
Wasch- und Backhütte Unterraut

Das Tiroler Kunstkataster verzeichnet für Raut vier Einträge. Die beiden weltlichen Einträge betreffen den freistehenden Backofen mit Selche der Hofstelle Lippen und die Wasch- und Backhütte der Hofstelle Unterraut, die beide aus dem 19. Jahrhundert stammen. Der Nepomukbildstock wurde im 19. Jahrhundert errichtet, das Wegkreuz mit Skulptur des hl. Sebastian bei der Hofstelle Mariandlis in der zweiten Hälfte des 20. Jahrhunderts.